# 2-fenoxyethanol
2-fenoxyethanol is een olieachtige, organische vloeistof. Het is de ether van fenol en etheenglycol en tevens een alcohol.

## Toepassingen
2-fenoxyethanol heeft een bacteriedodende werking. Het wordt gebruikt als een antiseptisch middel voor plaatselijke toediening, en in reinigings- en ontsmettingsmiddelen voor industrieel en huishoudelijk gebruik. Als conserveermiddel wordt het toegevoegd aan geneeskundige vaccins en aan vele cosmetische en dermatologische producten, waaronder huidcrèmes, zonnebrandcrèmes en mascara.
2-fenoxyethanol wordt gewoonlijk toegepast in combinatie met een ander conserveermiddel (zoals methyldibroomglutaronitril, dat een contactallergeen is) om de werking te versnellen.
Het wordt in haarkleurmiddelen gebruikt als conditioner en co-solvent.
Het wordt in de industrie ook gebruikt als oplosmiddel voor verven, vernissen, kleurstoffen en inkten, evenals voor de synthese van afgeleide verbindingen, bijvoorbeeld fenoxyaceetaldehyde.
In de aquacultuur gebruikt men het om sommige vissoorten te verdoven.

## Toxicologie en veiligheid
2-fenoxyethanol is irriterend voor de ogen, de huid en de luchtwegen. Het ontvet de huid en kan effecten hebben op het centraal zenuwstelsel, met als gevolg gestoorde werking. De stof reageert met sterk oxiderende stoffen.